# Greek Rural Postmen and their Cancellation Numbers
Greek Rural Postmen and their Cancellation Numbers er titlen på en bog redigeret af Derek Willan om stempelnumre anvendt i det græske postvæsen. Bogen er speciel derved, at den modtog den årligt uddelte Bookseller/Diagram Prize for Oddest Title of the Year i 1996 samt en tilsvarende pris i 2008 for den mærkeligste bogtitel i denne litteraturpris' 30-årige historie.
| Bog | Spire Denne artikel om bøger og tidsskrifter er en spire som bør udbygges. Du er velkommen til at hjælpe Wikipedia ved at udvide den. |